# Стояновский, Влатко
Вла́тко Стояно́вский (макед. Влатко Стојановски; родился 23 апреля 1997 года в Делчево, Республика Македония) — македонский футболист, нападающий клуба «Горица» и сборной Северной Македонии.

## Клубная карьера
Воспитанник футбольной академии клуба «Металлург Скопье». 29 октября 2014 года дебютировал в основном составе «Металлурга» в матче против клуба «Шкендия».
В 2016 году перешёл в хорватский клуб «Сплит», но в его основном составе ни разу не сыграл. В 2017 году выступал за клуб «Неретванац Опузен» на правах аренды. В том же году перешёл в другой хорватский клуб «Дугополе», сыграв за него 16 матчей и забив 4 мяча.
С 2018 по 2019 год выступал за македонский клуб «Ренова». 4 мая 2019 года забил четыре мяча в матче против клуба «Победа». Всего в сезоне 2018/19 забил 18 мячей за «Ренову» и стал лучшим бомбардиром высшей лиги чемпионата Македонии.
3 июля 2019 года перешёл во французский клуб «Ним» за 1,5 млн евро, подписав с «крокодилами» трёхлетний контракт. 17 августа 2019 года дебютировал за «Ним» в матче французской Лиги 1 против «Ниццы». 29 октября 2019 года забил свой первый гол за «Ним», реализовав одиннадцатиметровый удар в матче Кубка французской лиги против «Ланса».

## Карьера в сборной
Выступал за сборную Македонии до 21 года.